# Phalangeriformes
Phalangeriformes là một phân bộ thú có túi bao gồm khoảng 70 loài có kích thước nhỏ đến trung bình, sống trên cây đặc hữu ở Úc, New Guinea và Sulawesi (và được du nhập vào New Zealand và Trung Quốc).
Các loài trong phân bộ này có đuôi dài. Loài có kích thước nhỏ nhất là possum lùn Tasmania, con trưởng thành chỉ dài 70 mm và nặng 10 g. Lớn nhất là hai loài cuscus gấu, có thể hơn 7 kg. Chúng chủ yếu sống về đêm và một phần sống trên cây. Chúng sống trong môi trường có thảm thực vật, và một số loài đã thích hợp tốt với môi trường đô thị. Chế độ ăn của chúng bao gồm từ ăn thực vật hoặc ăn tạp (possum đuôi cọ thông thường) cho đến chuyên ăn bạch đàn (glider lớn), ăn côn trùng (possum lùn núi) và ăn mật hoa (possum mật ong).

## Phân loại

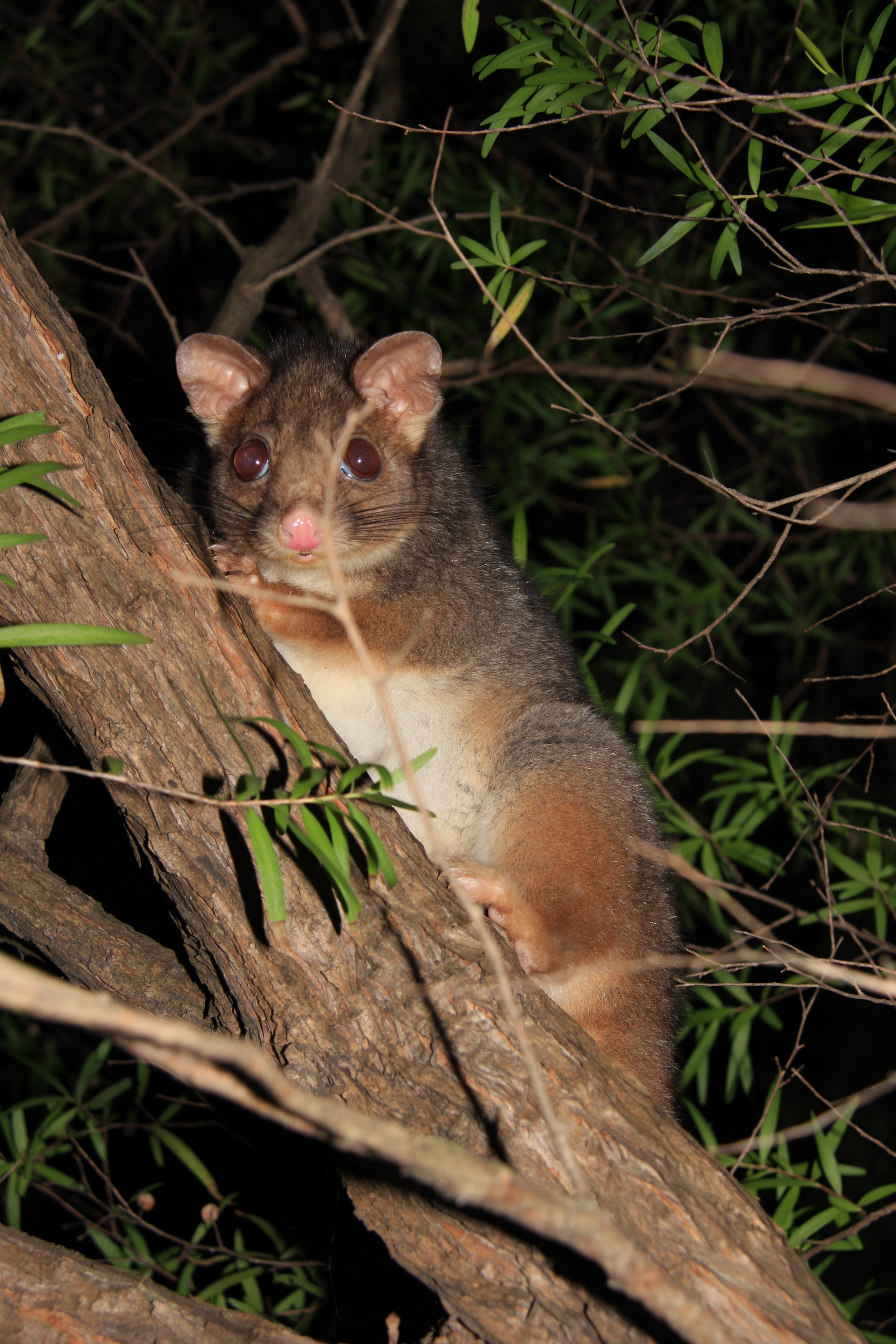
Possum đuôi vòng ở khu đô thị vào ban đêm

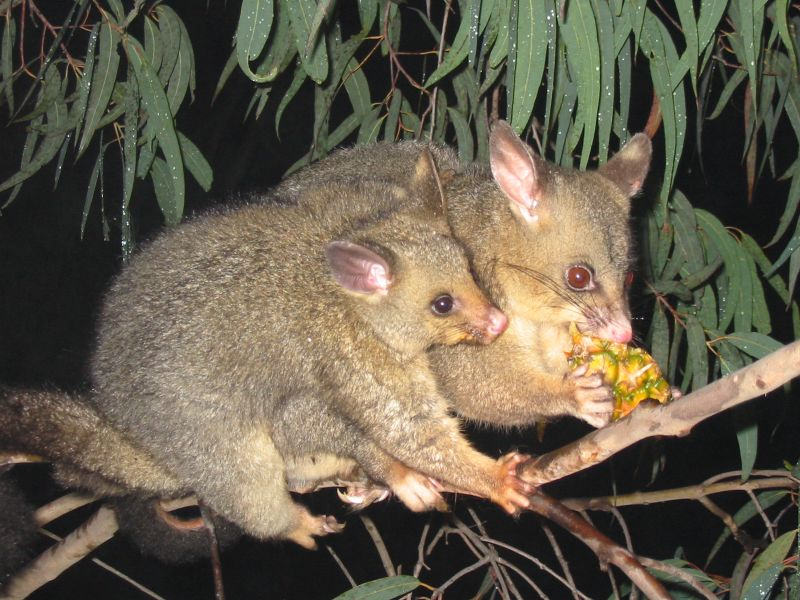
Possums đuôi cọ trên cây bạch đàn

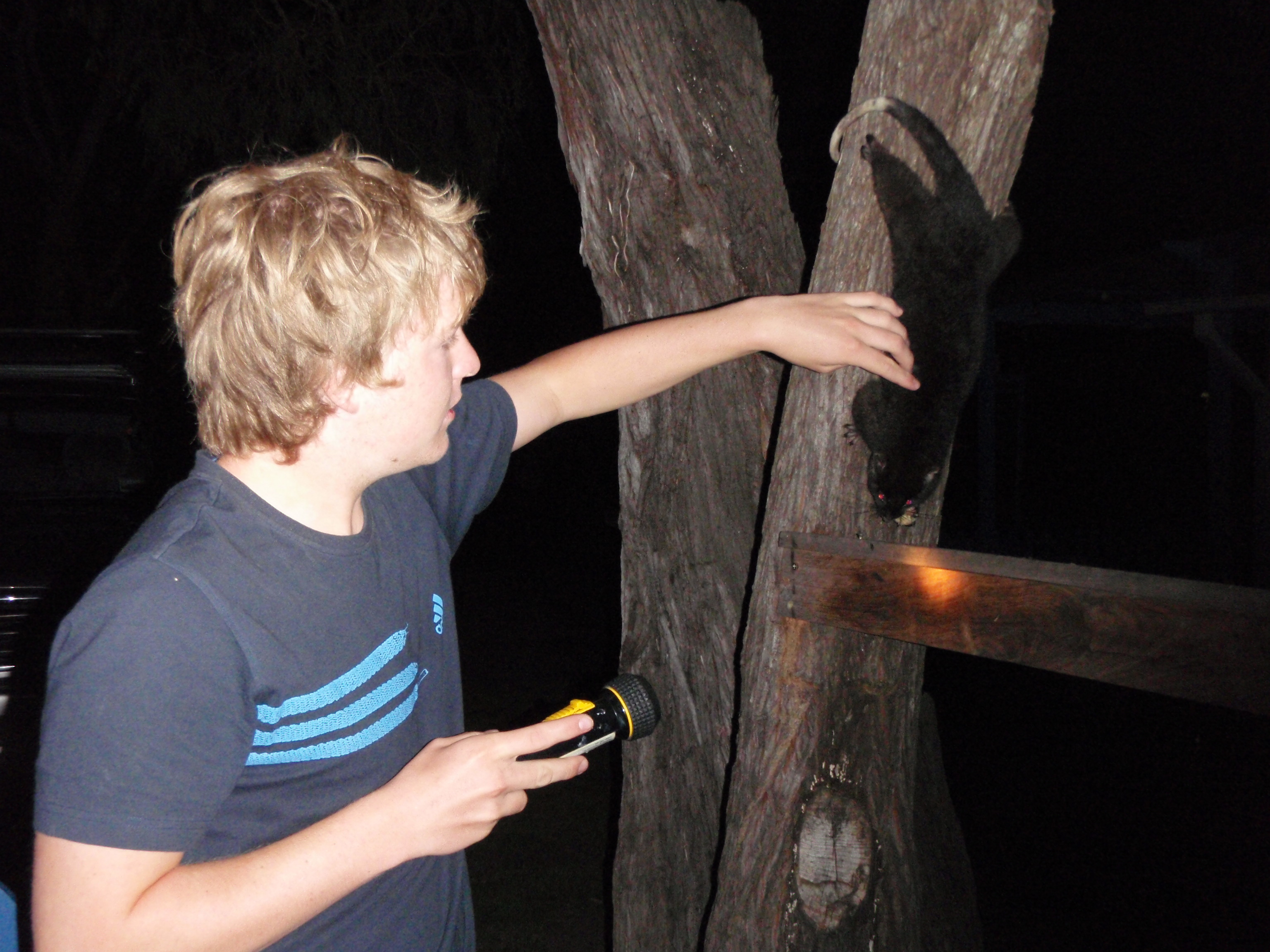
Possum thuần chủng ở Busselton, Tây Úc

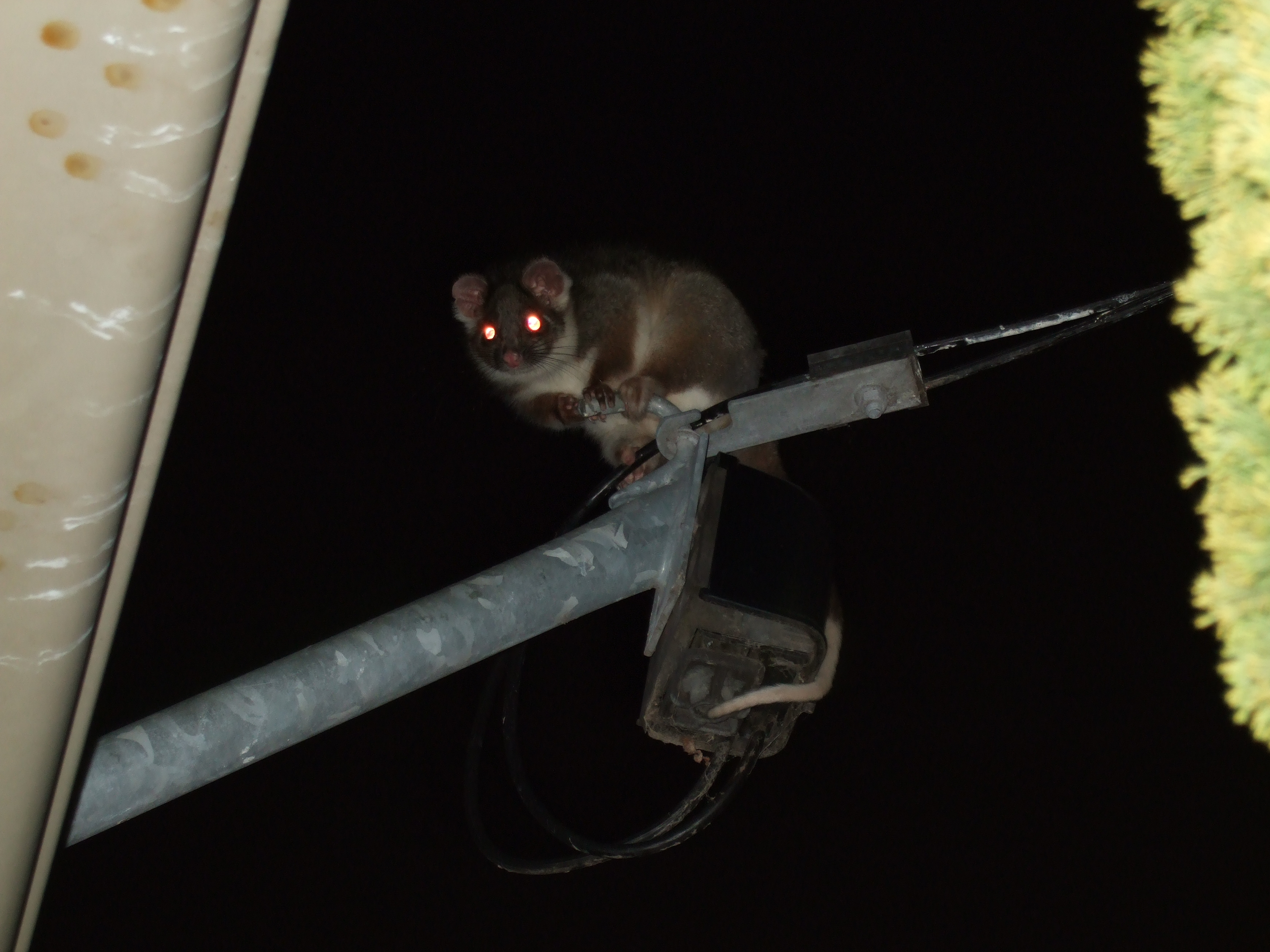
Possum đuôi vòng trên trụ điện.

Khoảng 2/3 các loài thú có túi Úc là thuộc bộ Hai răng cửa, được chia thành 3 phân bộ: Vombatiformes (gấu túi mũi trần và koala, tổng cộng có 4 loài); phân bộ lớn và đa dạng là Phalangeriformes (possum và glider) và Macropodiformes (kangaroo, potoroo, chuột túi Wallaby và chuột Kangaroo Musky). Lưu ý: phân loại này dựa trên Ruedas & Morales 2005.
- Phân bộ Phalangeriformes: possum, glider và họ hàng
  - Liên họ Phalangeroidea
    - Họ Burramyidae: possum lùn
      - Chi Burramys
        - possum lùn núi, Burramys parvus

      - Chi Cercartetus
        - possum lùn đuôi dài, Cercartetus caudatus
        - possum lùn Tây Nam, Cercartetus concinnus
        - possum lùn Tasmania, Cercartetus lepidus
        - possum lùn phương Đông, Cercartetus nanus

    - Họ Phalangeridae: possum đuôi cọ và cuscus
      - Phân họ Ailuropinae
        - Chi Ailurops
          - cuscus gấu Talaud, Ailurops melanotis
          - cuscus gấu Sulawesi, Ailurops ursinus

        - Chi Strigocuscus
          - cuscus lùn Sulawesi, Strigocuscus celebensis
          - cuscus Banggai, Strigocuscus pelegensis

      - Phân họ Phalangerinae
        - Tông Phalangerini
          - Chi Phalanger
            - Phalanger alexandrae Flannery & Boeadi, 1995
            - Phalanger carmelitae (Thomas, 1898)
            - Phalanger gymnotis (Peters & Doria, 1875)
            - Phalanger intercastellanus (Thomas, 1895)
            - Phalanger lullulae (Thomas, 1896)
            - Phalanger matabiru Flannery & Boeadi, 1995
            - Phalanger matanim (Flannery, 1987)
            - Phalanger mimicus Thomas, 1922
            - Phalanger orientalis (Pallas, 1766)
            - Phalanger ornatus (Gray, 1860)
            - Phalanger rothschildi (Thomas, 1898)
            - Phalanger sericeus (Thomas, 1907)
            - Phalanger vestitus (Milne-Edwards, 1877)

          - Chi Spilocuscus
            - Admiralty Island Cuscus, Spilocuscus kraemeri
            - Common Spotted Cuscus, Spilocuscus maculatus
            - Waigeou Cuscus, Spilocuscus papuensis
            - Black-spotted Cuscus, Spilocuscus rufoniger
            - Blue-eyed Spotted Cuscus, Spilocuscus wilsoni

        - Tông Trichosurini
          - Chi Trichosurus
            - Northern Brushtail Possum, Trichosurus arnhemensis
            - Short-eared Possum, Trichosurus caninus
            - Mountain Brushtail Possum, Trichosurus cunninghami
            - Coppery Brushtail Possum, Trichosurus johnstonii
            - Common Brushtail Possum, Trichosurus vulpecula

          - Chi Wyulda
            - Scaly-tailed Possum, Wyulda squamicaudata

  - Liên họ Petauroidea
    - Họ Pseudocheiridae
      - Phân họ Hemibelideinae
        - Chi Hemibelideus
          - Lemur-like Ringtail Possum, Hemibelideus lemuroides

        - Chi Petauroides
          - Greater Glider, Petauroides volans

      - Phân họ Pseudocheirinae
        - Chi Petropseudes
          - Rock-haunting Ringtail Possum, Petropseudes dahli

        - Chi Pseudocheirus
          - Common Ringtail Possum, Pseudocheirus peregrinus

        - Chi Pseudochirulus
          - Lowland Ringtail Possum, Pseudochirulus canescens
          - Weyland Ringtail Possum, Pseudochirulus caroli
          - Cinereus Ringtail Possum, Pseudochirulus cinereus
          - Painted Ringtail Possum, Pseudochirulus forbesi
          - Herbert River Ringtail Possum, Pseudochirulus herbertensis
          - Masked Ringtail Possum, Pseudochirulus larvatus
          - Pygmy Ringtail Possum, Pseudochirulus mayeri
          - Vogelkop Ringtail Possum, Pseudochirulus schlegeli

      - Phân họ Pseudochiropinae
        - Chi Pseudochirops
          - D'Albertis' Ringtail Possum, Pseudochirops albertisii
          - Green Ringtail Possum, Pseudochirops archeri
          - Plush-coated Ringtail Possum, Pseudochirops corinnae
          - Reclusive Ringtail Possum, Pseudochirops coronatus
          - Coppery Ringtail Possum, Pseudochirops cupreus

    - Họ Petauridae
      - Chi Dactylopsila
        - Great-tailed Triok, Dactylopsila megalura
        - Long-fingered Triok, Dactylopsila palpator
        - Tate's Triok, Dactylopsila tatei
        - Striped Possum, Dactylopsila trivirgata

      - Chi Gymnobelideus
        - Leadbeater's Possum, Gymnobelideus leadbeateri

      - Chi Petaurus
        - Northern Glider, Petaurus abidi
        - Yellow-bellied Glider, Petaurus australis
        - Biak Glider, Petaurus biacensis
        - Sugar Glider, Petaurus breviceps
        - Mahogany Glider, Petaurus gracilis
        - Squirrel Glider, Petaurus norfolcensis

    - Họ Tarsipedidae
      - Chi Tarsipes
        - Honey Possum or Noolbenger, Tarsipes rostratus

    - Họ Acrobatidae
      - Chi Acrobates
        - Feathertail Glider, Acrobates pygmaeus

      - Chi Distoechurus
        - Feather-tailed Possum, Distoechurus pennatus